# Aero Trasporti Italiani
Aero Trasporti Italiani, kurz ATI, war eine italienische Fluggesellschaft mit Sitz und Basis in Neapel. Als Tochterunternehmen der Alitalia führte sie hauptsächlich Inlandsflüge durch.

## Geschichte

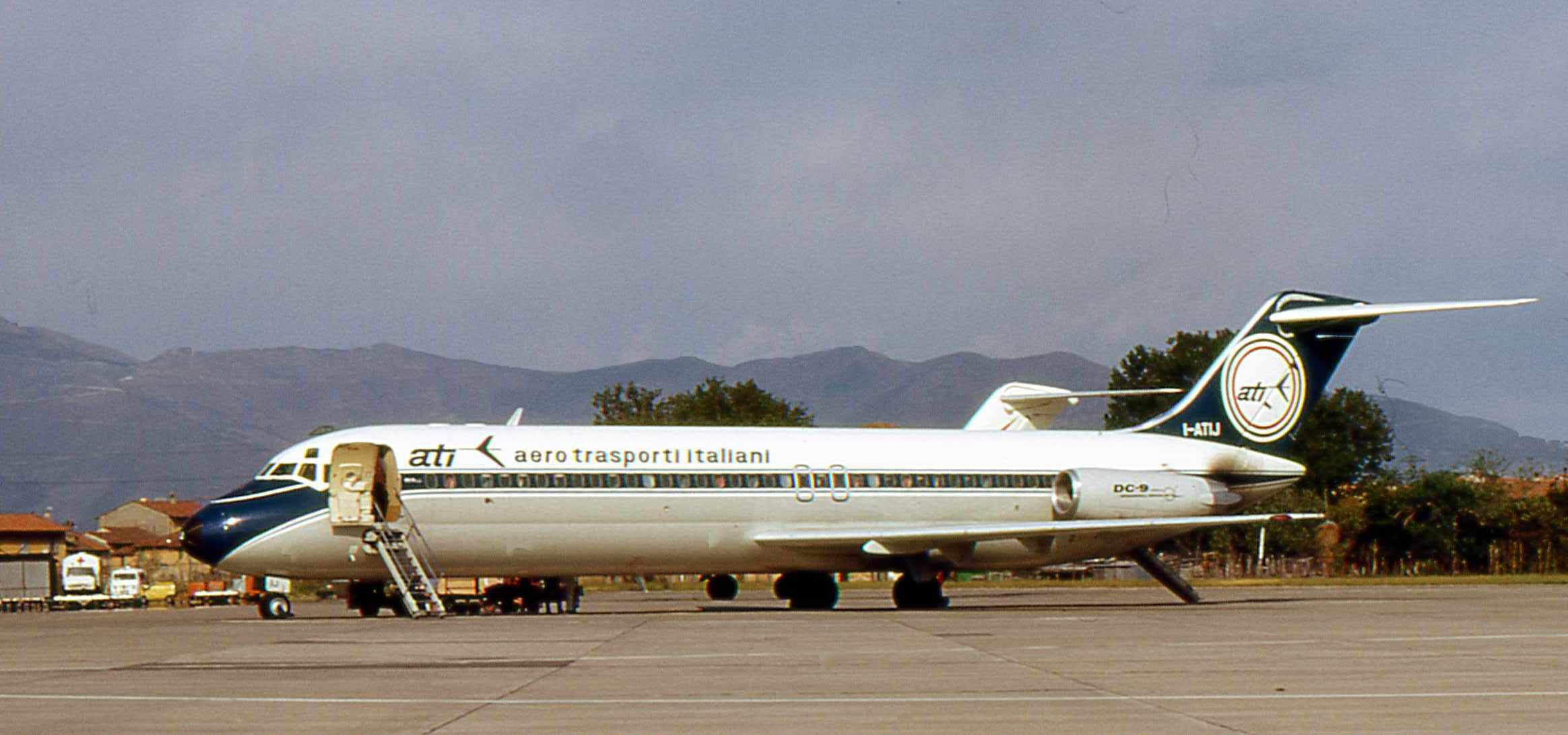
Eine Douglas DC-9 der ATI 1973

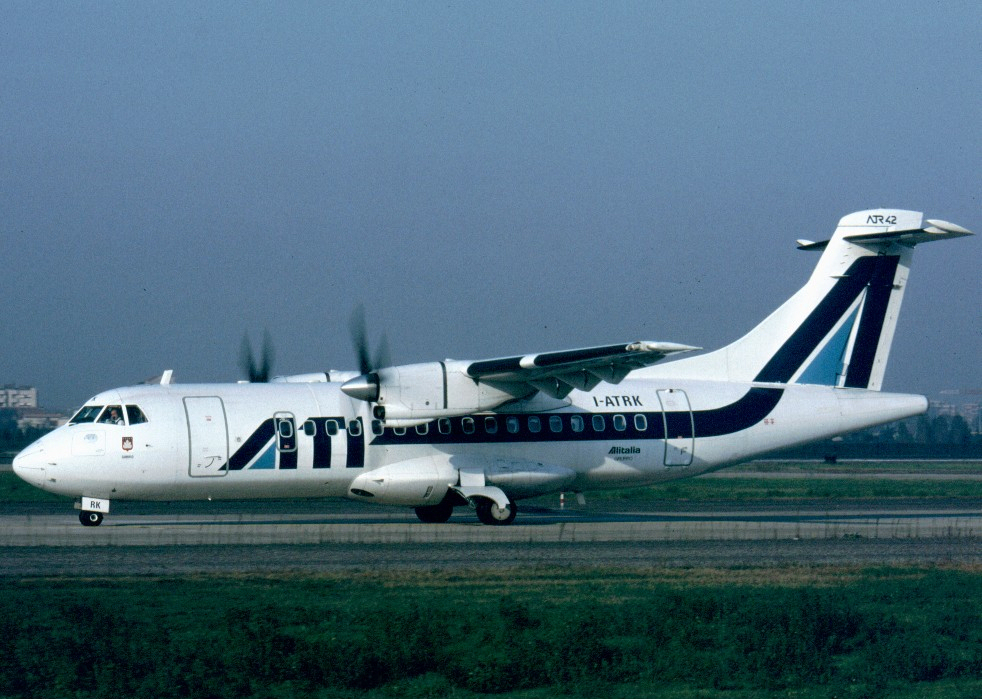
ATR-42 der ATI

### Gründung und erste Jahre
Ende 1963 gründete Alitalia die Tochtergesellschaft ATI, die von ihrem Sitz in Neapel aus besonders Inlandsstrecken in Süditalien bedienen sollte. Das Grundkapital des Unternehmens stammte zu 90 % von der Alitalia und zu 10 % von der Staatsholding IRI, die ihrerseits auch den überwiegenden Teil der Alitalia-Aktien hielt. ATI nahm den Flugbetrieb am 2. Juni 1964 mit zwei Flugzeugen vom Typ Fokker F-27 auf, von denen bis 1969 insgesamt dreizehn eingesetzt wurden. Im Jahr 1969 stießen auch die ersten vier Douglas DC-9 zur Flotte.
Zunächst flog die Gesellschaft auf den Strecken Triest-Venedig-Florenz-Rom, Rom-Neapel-Palermo-Trapani-Pantelleria, Palermo-Catania-Reggio Calabria-Neapel-Rom sowie Rom-Grosseto-Mailand. Charakteristisch für ATI waren in den Jahren danach u. a. die Ost-West-Verbindungen in Süditalien. 
Von 1966 bis 1969 bediente ATI im Auftrag der Kingdom of Libya Airlines auch Inlandsstrecken in Libyen sowie Verbindungen von dort nach Malta. Im Jahr 1968 übernahm ATI von Alitalia die Tochtergesellschaft Elivie, die ihren Hubschrauberbetrieb jedoch 1971 einstellen musste.
Im Jahr 1973 verfügte ATI neben den genannten F-27 über 13 Douglas DC-9-32 und beförderte mehr als drei Millionen Passagiere. Besonders in Süditalien verkaufte sich das Unternehmen mit dem Slogan Aerobus (dt. „Luftbus“) sehr gut. 

### Entwicklung seit den 1980er-Jahren
In den 80er Jahren ersetzte ATI ihre 27 DC-9 nach und nach durch 38 McDonnell Douglas MD-82, die Fokker-Flotte wurde von 10 Regionalflugzeugen vom Typ ATR 42 abgelöst.
Ab Ende der 1980er Jahre bot ATI auch Linienflüge ins europäische Ausland an. Im Jahr 1994 übernahm Alitalia aus wirtschaftlichen Gründen ihr Tochterunternehmen ATI ganz. Obwohl offiziell Teil der Alitalia-Flotte, flogen etliche MD-82 in den Jahren danach noch in der ATI-Bemalung. Diese war mit Ausnahme des Schriftzuges und der blauen Farbe mit dem Alitalia-Design identisch. Auch die ehemalige Ferienfluggesellschaft Aermediterranea, ebenfalls eine Tochtergesellschaft der Alitalia, hatte ein vergleichbares Design, nur in blauer, oranger und roter Farbe.
In vieler Hinsicht ähnelte ATI aufgrund ihres Streckennetzes und wegen der auf das Notwendigste reduzierten Serviceleistungen und entsprechend moderaten Preisen einer heutigen Billigfluggesellschaft.

## Zwischenfälle
ATI verzeichnete in 30 Jahren insgesamt sechs Zwischenfälle mit Todesopfern:

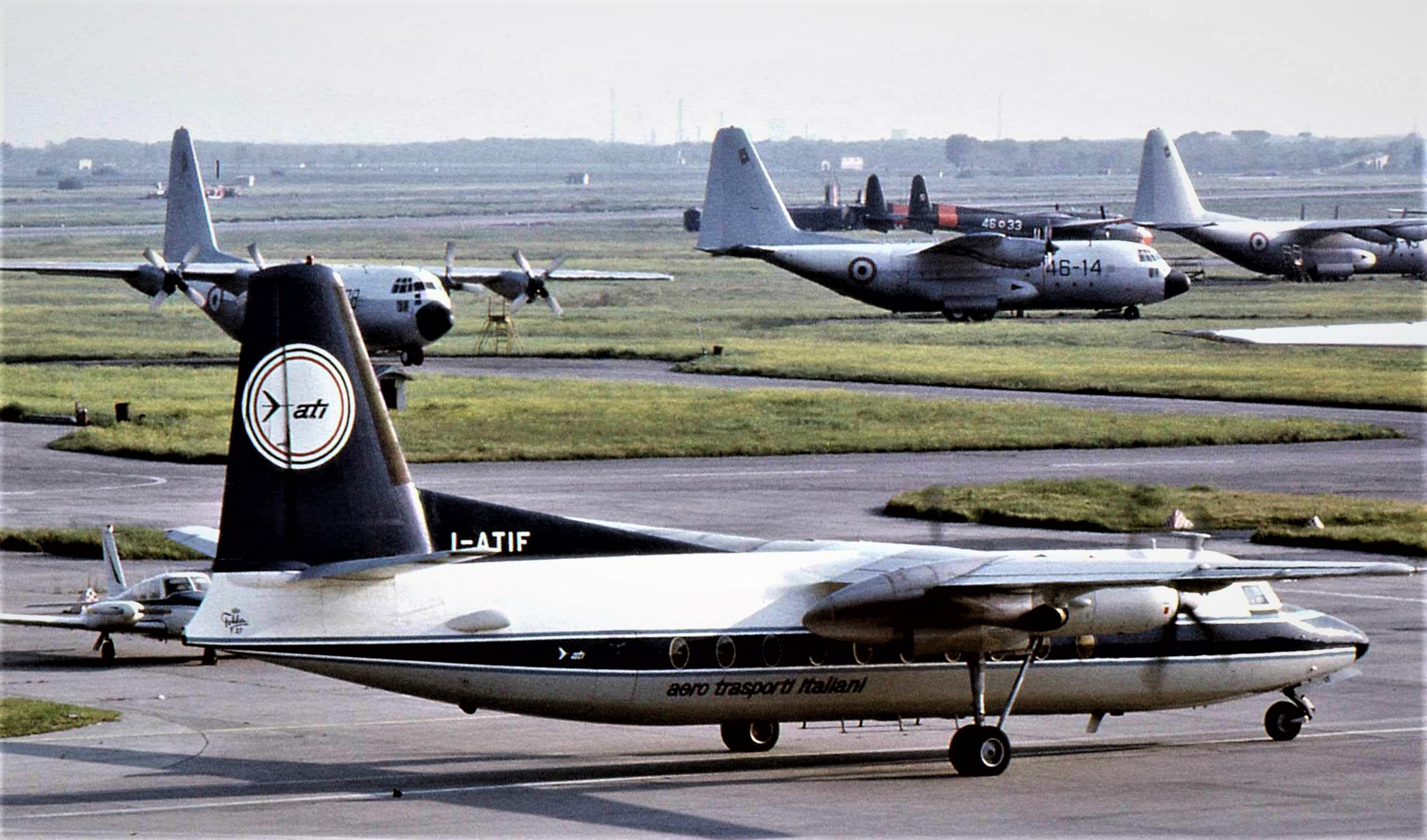
Eine Fokker F-27 der ATI 1974, baugleich mit den verunglückten Maschinen

- Am 24. Mai 1969 verunglückte eine Fokker F-27-600 der ATI mit dem Luftfahrzeugkennzeichen I-ATIT von Rom kommend bei der Landung auf dem Flughafen Reggio Calabria. Beide Pilotensitze waren von auszubildenden Flugzeugführern besetzt, während der Ausbildungskapitän dahinter auf dem Jumpseat saß. Die Maschine schlug vor der Landebahn auf, das Fahrwerk brach zusammen und das Flugzeug stürzte auf die Landebahn 15. Bei dem Unfall kam ein Passagier ums Leben, die anderen 35 Insassen überlebten den Unfall. Das erst ein Jahr alte Flugzeug wurde zerstört.[2]

- Am 16. April 1972 stürzte eine Fokker F-27-200 der ATI (I-ATIP) auf dem Flug vom Flughafen Rom-Fiumicino nach Foggia bei Amaseno ab. Etwa 14 Minuten nach dem Start kam es nach dem Einflug in ein Gewittergebiet bei heftigen Turbulenzen zum Kontrollverlust, woraufhin die Maschine rund 100 Kilometer südöstlich von Rom mit hoher Geschwindigkeit abstürzte. Alle 18 Insassen, die drei Besatzungsmitglieder und 15 Passagiere, kamen ums Leben.[3]

- Am 6. Oktober 1972 wurde eine Fokker F-27 der ATI (I-ATIS) auf dem Weg von Triest nach Bari entführt. Der Entführer wurde von der Polizei erschossen.

- Am 30. Oktober 1972 wurde eine Fokker F-27-200 der ATI (I-ATIR) auf dem Weg von Rom nach Bari bei Poggiorsini in einen nur 440 Meter hohen Hügel geflogen, noch 35 Kilometer vom Flughafen Bari entfernt. Bei diesem CFIT (Controlled flight into terrain) wurden alle 27 Menschen an Bord getötet, drei Besatzungsmitglieder und 24 Passagiere.[4]

- Am 14. September 1979 wurde eine aus Alghero kommende Douglas DC-9-32 der ATI (I-ATJC) beim Landeanflug auf den Flughafen Cagliari bei Capoterra in bergiges Gelände geflogen. Der Kapitän nahm an, dass man sich über dem Meer befand, während der Erste Offizier zu Recht davon ausging, dass sich das Flugzeug über den Bergen befand. In nur 610 Metern Höhe kollidierte die Maschine 18 Kilometer südwestlich des Flughafens mit den Felsen, woraufhin sie auseinanderbrach, aufschlug und Feuer fing. Bei diesem CFIT (Controlled flight into terrain) wurden alle 31 Insassen getötet, vier Besatzungsmitglieder und 27 Passagiere (siehe auch Aero-Trasporti-Italiani-Flug 12).[5]

- Am 15. Oktober 1987 stürzte eine ATR 42 der ATI (I-ATRH) auf dem Flug vom Flughafen Mailand-Linate nach Köln-Bonn bei Lasnigo ab. Fünfzehn Minuten nach dem Start begann das Flugzeug mit heftigen Rollbewegungen mit Schräglagen von bis zu 135 Grad, wonach es zum Kontrollverlust kam. Die Maschine schlug beim Sturzflug 48 Kilometer nördlich von Mailand am Comer See im Gelände auf, wobei alle 37 Menschen an Bord der Maschine, drei Besatzungsmitglieder und 34 Passagiere, ums Leben kamen. Ausgelöst war der Kontrollverlust durch starke Vereisung (siehe auch Aero-Trasporti-Italiani-Flug 460).[6]